# PC DOS
PC DOS, teils auch IBM DOS, ist eine von IBM von den 1980ern bis in die frühen 2000er vertriebene Markenversion von MS-DOS, das von Microsoft für den Einsatz auf IBM-PC-kompatiblen Computern lizenziert wurde. Gemeinsam mit MS-DOS begründete es den De-facto-Standard der PC-kompatiblen Disk-Operating-Systeme (kurz: DOS).

## Geschichte

### Übersicht
PC DOS bzw. IBM DOS ist bis etwa 1993 weitgehend identisch mit MS-DOS von Microsoft, IBM hat darin einige Änderungen vorgenommen, die das Betriebssystem etwas stabiler und schneller gemacht haben. Möglich war dies, da das Betriebssystem nur auf Original-IBM-PCs laufen musste, was es ermöglichte, auf Anpassungen an nicht vollständig kompatible Computer zu verzichten. Bei der Ausstattung mit Dienstprogrammen wurde größtenteils bei Central Point statt bei Helix und Symantec zugekauft. Zusätzlich wurde es mit dem von OS/2 bekannten REXX ausgerüstet.
Ab Version 6.1 wurde PC DOS auch offen als Konkurrent zu MS-DOS positioniert. Es fand dank Verbesserungen, bei gleichzeitiger voller Kompatibilität (IBM verfügt auch über den Quelltext von Windows 3.x) erstmals größere Verbreitung auf Nicht-IBM-PCs.
Bei den ab Version 1.1 z. B. von Compaq ausgelieferten DOS-Versionen handelte es sich um eigene OEM-Versionen der betreffenden Hersteller (Compaq, Zenith Data Systems, Wang Laboratories, Televideo, Tandy, Amstrad und Toshiba), die teils nur auf deren PCs liefen. Waren es meist OEM-Versionen von MS-DOS, gab es auch OEM-Versionen von PC DOS (z. B. DOS 3.31 von Compaq/Wyse).
Die neuesten Versionen PC DOS 7 und PC DOS 2000 (Stand 2004) enthalten einen guten Texteditor, erlauben komprimierte Dateisysteme und haben verbesserte Jahr-2000-Kompatibilität und Euro-Unterstützung (im Zeichensatz). Anders als die Versionen bis 6.3 basieren diese nicht mehr direkt auf einer MS-DOS-Version, sondern wurden durch IBM komplett selbstständig weiterentwickelt.

### Versionsgeschichte
Die Boot-Dateien des PC DOS sind IBMBIO.COM und IBMDOS.COM.
| DOS-Version          | Ankündigung | Verfügbarkeit | neue Funktionen / Änderungen zu MS-DOS |
| -------------------- | ----------- | ------------- | --- |
| PC DOS 1.00          | 08/1981     | 10/1981       | PC DOS wurde anfangs nicht als eigenständiges DOS ausgeliefert, da Microsoft MS-DOS explizit für IBM entwickelt hatte. IBM hat etliche Bugs (es sollen über 300 gewesen sein) im „fertigen“ DOS (Basis war MS-DOS 1.14) beseitigt, so dass bereits in der ersten Version ein gemeinsames Copyright von IBM und Microsoft ausgewiesen war. |
| PC DOS 1.05          |             |               | Bugfix |
| PC DOS 1.10          | 05/1982     | 07/1982       | Erstmals PC DOS als OEM des für IBM-kompatible PCs verfügbaren MS-DOS ausgeliefert. Entspricht MS-DOS 1.25. |
| PC DOS 1.85          | –           | 04/1983       | Internes Release, weist sich als 1.10 aus; PATH und MODE eingeführt; TYPE um Parameter /P ergänzt; Kommandozeile editierbar, COMMAND.COM kann speicherresident geladen werden |
| PC DOS 2.00          | 03/1983     | 08.03.1983    | Unterstützung für IBM PC XT – erstmals wurden Unterverzeichnisse ermöglicht |
| PC DOS 2.10          | 11/1983     | 01.11.1983    | Unterstützung für IBM PCjr |
| PC DOS 2.11          | 05/1984     | –             | erschien 6 Monate nach MS-DOS 2.11 |
| PC DOS 3.00          | 14.08.1984  | 14.09.1984    | Unterstützung für IBM PC/AT |
| PC DOS 3.10          | 14.08.1984  | 03/1985       | Unterstützung für IBM PC-Netzwerk |
| PC DOS 3.20          | 12/1985     | 04/1986       | Neue Befehle: replace, xcopy |
| PC DOS 3.21          | 12/1985     | 1986          | vollständige Unterstützung für IBM JX, MS-DOS 3.21 erst 1987 veröffentlicht |
| IBM DOS 3.30         | 02.04.1987  | 02.04.1987    | 4 Monate vor MS-DOS 3.30 erschienen, PC DOS ließ sich nun auf allen IBM-kompatiblen PCs installieren. |
| IBM DOS 3.31         |             |               | für PC-DOS-OEMs |
| IBM DOS 4.00         | 19.07.1988  | 10/1988       | entspricht MS-DOS 4.00: erste grafische DOS-Shell, Unterstützung für Festplattenpartitionen größer als 32 MB (die PC-DOS-OEMs hatten dies seit Version 3.31) |
| IBM DOS 4.01         | 04/1989     | –             | entspricht MS-DOS 4.01 |
| IBM DOS 5.00         | 05/1991     | –             | entspricht MS-DOS 5.00: erneuerte grafische DOS-Shell; Einführung des intuitiven BASIC-Interpreters QBasic mit dem Texteditor EDIT; Einbindung der Central-Point-Tools UNDELETE und MIRROR; „DOSKEY“ als Historyfunktion für die Kommandozeile; Benutzung der UMBs durch neuen Emm386-Treiber; über 780 Seiten starkes Handbuch |
| IBM DOS 5.001a       | 02/1992     | –             | entspricht MS-DOS 5.00 Revision A: CHKDSK Bugfix für UNDELETE; UNDELETE Bugfix für CHKDSK |
| IBM DOS 5.01         | 08/1992     | –             | EMM386 Bugfix für WINDOWS 3.1 |
| IBM DOS 5.02         | 09/1992     | –             | Interlink hinzugefügt |
| IBM PC DOS 6.10      | 29.06.1993  | 26.07.1993    | nutzt dieselbe Codebasis wie MS-DOS 6.0; Bildschirmausgaben (sofern sie über DOS-Funktionen erfolgen) optimiert; PCMCIA-Unterstützung; PenDOS-Erweiterung; Streamer-Backup; Online-Datenkomprimierung; Speicheroptimierung mit RAMBoost; CPBackup; zusätzlich zum normalen Handbuch je eines für Tastaturbelegungen; den grafischen Editor (E), der von IBM intern schon lange verwendet wurde (nur über eine Unzahl ungebräuchlicher Tastenkombinationen bedienbar); Datenträgerkomprimierung und genaue Erklärung aller Befehle mit sämtlichen Parametern; Optimierung bei Batch-Dateien (Batch verbleibt offen – bis dahin wurden .BAT-Dateien nach jedem Befehl geschlossen, selbiger abgearbeitet, BAT geöffnet, …), AntiVirus von IBM (Befehlszeile, mit SAA-kompatibler Oberfläche – dem „Gesamtanzeigedienstprogramm“). Rückbenennung in PC DOS, Maustreiber belegt selbständig UMB |
| PC DOS 6.30          | 27.04.1994  | 27.04.1994    | Rechnen in der Befehlszeile mit acalc; Bugfixe; Überarbeitete Versionen der Dienstprogramme; sechs Handbücher: Installation, Einführung, Benutzerhandbuch, Referenzhandbuch und Fehlernachrichten, Tastaturen und Zeichenumsatztabellen sowie Datenkomprimierung |
| PC DOS 7.00          | 11/1994     | 28.02.1995    | Installation mit Mausunterstützung bei Update; Entfernung von Code aus DOS-Versionen vor 3.0 – DOS wurde schneller, aber ältere Clipper-Versionen waren nur noch nach Patch lauffähig; E mit Mausunterstützung und erweiterten Menüs; Programmiersprache REXX (aus OS/2) integriert; File Update-Programm; grafische Hilfe; Power-Management; Stac statt SuperStor (langsamer, aber höhere Kompression); RAMBoost optimiert; Reduzierung des Hauptspeicher-Bedarfs; mit DYNALOAD ließen sich erstmals Treiber im normalen Betrieb an der Befehlszeile nachladen (mit lh dynaload sogar ins Upper-Memory); Andockunterstützung für Plug and Play-fähige Computer |
| DOS 2000             | 04/1998     | 28.05.1998    | weist sich als PC-DOS 7.0 Revision 1 aus; Integration der auch für 7.0 verfügbaren Updates zur Euro-Unterstützung und Jahr 2000-Sicherheit; PCMCIA-Update |
| PC DOS 7.10          |             | 24.01. 2008   | nur als Teil des IBM Server Guide Scripting Toolkit (und nur in Englischer Sprache) verfügbar; Unterstützung für FAT32, eingeschränkte Kompatibilität mit Windows 3.x. Es gab nie eine offizielle Version von „PC DOS 7.10“ und es ist auch kein offizielles Update für PC DOS 7.0 bzw. PC DOS 2000, kann aber über Workarounds und mit gewissen Einschränkungen als inoffizielles Update genutzt werden. |
| Legende:Alte Version |             |               | |

## Grafische Benutzeroberflächen
Windows 3.x von Microsoft läuft unter PC DOS uneingeschränkt u. a. deshalb, weil es die gleiche Codebasis wie MS-DOS hat. Weitere grafische Benutzeroberflächen für PC DOS sind unter anderem PC/GEOS, SEAL oder OpenGEM. Benutzeroberflächen im weiteren Sinne waren auch die auf Dateimanagern beruhende DOS-eigene DOS Shell sowie die ähnlich aufgebaute, aber deutlich leistungsfähigere PC-Shell aus dem Toolpaket PC Tools. Beide Shells beherrschten Taskswitching.

## Heutige Verwendung
Wie andere DOS-Systeme wird PC DOS für eingebettete Systeme oder Systemwiederherstellung, sowie um PCs nicht ohne Betriebssystem zu verkaufen, verwendet.
siehe Heutige Verwendung von DOS-Systemen